# Diàgores de Melos
Diàgores (grec antic: Διαγόρας, Diagóras), fill de Teleclides o Teleclit i nascut a l'illa de Melos, fou un filòsof i poeta grec considerat sovint un ateu.
Apareix esmentat com a deixeble de Demòcrit d'Abdera vers 436 aC. Demòcrit hauria recollit una gran suma per alliberar-lo de la captivitat després dels fets de Melos sota Alcibíades (abans del 411 aC).
Va ser company dels poetes lírics Simònides, Pindar, i Baquílides, però no és clar que ell mateix fos poeta líric. Hauria compost ᾁσματα, μέλη, παιᾶνες, ἐγκώμια, i ditirambes. Hauria escrit també elogis al desconegut Ariantes d'Argos, a Nicodor de Mantinea (estadista de la ciutat de Mantinea), i un altre als habitants de Mantinea. Entre les seves obres, hi ha la titulada Φρύγιοι λόγοι, probablement sobre les deïtats frígies.
Vers el 424 aC era a Atenes, on va viure quasi tota la seva vida. Allí es va relacionar amb Sòcrates, del qual podria haver estat mestre. El 411 aC fou acusat d'impietat (διαβολῆς τνχὼν ἐ? ἀσεβείᾳ), i va haver de fugir a Pal·lene (Acaia), però probablement la religió era una excusa, ja que, afectat pel maltractament infringit a Melos quan fou ocupada per Atenes el 416 aC, segurament Diàgores va participar activament en l'oposició al govern atenenc. De fet, els seus escrits tenen proves d'una forta religiositat, però negava la interferència dels déus en la vida diària de les persones, sense ser estrictament ateu, concepte gairebé desconegut.
A Pal·lene, una de les ciutats d'Acaia que havia pres partit per Esparta del començament de la Guerra del Peloponès (de fet, la primera a prendre aquest partit), va romandre protegit, atès que la petició de lliurament dels atenencs no fou escoltada. Atenes va incloure els habitants de Pal·lene en el mateix decret que s'havia aprovat contra Diàgores. De Pal·lene va passar a Corint, on va morir.